# Beljevina
Beljevina je mjesto u Osječko-baranjskoj županiji. 

## Upravna organizacija
Upravnom je organizacijom u sastavu općine Đurđenovca.

## Crkva
U selu je crkva Sv. Martina, koja pripada Rimokatoličkoj župi Sv. Petar apostol sa sjedištem u susjednom Bokšiću i našičkom dekanatu Požeške biskupije. Crkveni god ili kirvaj slavi se 11. studenog. 

## Stanovništvo
| broj stanovnika |       |       | 11    | 32    | 61    | 114   | 249   | 781   | 1030  | 1184  | 1235  | 1150  | 981   | 930   | 810   | 712   | 595   |
|                 | 1857. | 1869. | 1880. | 1890. | 1900. | 1910. | 1921. | 1931. | 1948. | 1953. | 1961. | 1971. | 1981. | 1991. | 2001. | 2011. | 2021. |

Iskazuje se od 1869. Do 1931. iskazivano kao dio naselja pod imenom Beljavina. U 1869. podaci 
su sadržani u naselju Bokšić. U 2001. smanjeno izdvajanjem naselja Krčevina. Do 1948 sadrži 
podatke za naselje Krčevina.

## Poznate osobe
- Stjepan Fridl

## Šport
NK Zagorac Beljevina trenutačno se natječe u sklopu 3. ŽNL Nogometnog središta Našice.

## Kultura
KUD Zagorci Beljevina djeluje kao kulturno umjetničko društvo Beljevine, sa zagorskim običajima i tradicijom.

## Ostalo
- Dobrovoljno vatrogasno društvo Beljevina
- Lovačko društvo "Vidra" Beljevina

## Vanjske poveznice
- http://www.djurdjenovac.hr/